# Phyllanthus tukuyuanus
Phyllanthus tukuyuanus är en emblikaväxtart som beskrevs av Jean F.Brunel. Phyllanthus tukuyuanus ingår i släktet Phyllanthus och familjen emblikaväxter.
Artens utbredningsområde är Tanzania. Inga underarter finns listade i Catalogue of Life.